# Gare de Bricquebec
La gare de Bricquebec était une gare ferroviaire française de la ligne de Coutances à Sottevast, située quartier de La Gare à proximité du centre de la ville de Bricquebec dans le département de la Manche en région Normandie.

## Situation ferroviaire
Établie à 35 mètres d'altitude, la gare de Bricquebec était située au point kilométrique (PK) 65,022 de la ligne de Coutances à Sottevast, entre les gares de Néhou et de Rocheville. 

## Histoire
En 1910 le « quai découvert » est allongé.

## Service des voyageurs
Gare fermée et désaffectée.